# Костас Манолас
Костас Манолас (на гръцки: Κώστας Μανωλάς) е гръцки футболист, защитник, който играе за Панаксиакос.

## Кариера
От 2007 г. Костас Манолас тренира в школата на Трасивулос. През 2009 г. изиграва 6 мача в първенството на Гърция за основния отбор на Трасивулос. В края на сезона, клубът му изпада от Суперлигата, а Манолас преминава в АЕК Атина, подписвайки 3-годишен договор. Дебютът на футболиста в новия клуб е на 13 март 2010 г. в мач срещу клуба на Кавала. Общо за първия си сезон в АЕК изиграва 10 мача в гръцкото първенство и отбелязва 1 гол.
През сезон 2010/11 Манолас успява да се превърне в основен играч на АЕК, изигравайки общо 36 мача и отбелязвайки 3 гола, а на 30 април 2011 г. печели първия си трофей – Купата на Гърция.
Успешното начало на сезон 2011/12 привлича вниманието на английски клубове като Евертън, Нюкасъл Юнайтед, Блекбърн Роувърс, Уигън Атлетик и Уест Хем. Манолас обаче продължава кариерата си в Олимпиакос, един от гигантите на гръцкия футбол, където играе два сезона.
На 26 август 2014 г. преминава в италианския клуб Рома за 13 милиона евро. Клубът сключва 5-годишен договор до 30 юни 2019 г. През четирите сезона, Манолас става титулярен защитник на отбора, а по-късно и лидер на защитата на „джалоросите“, играл в повече от 140 мача в Серия А.
През юни 2017 г. се появяват слухове за евентуален трансфер на Манолас в руския Зенит Санкт Петербург, но той се проваля – играчът не е доволен от предложението да си преобразува заплатата в рубли.
На 2 декември 2017 г. удължава договора си до 30 юни 2022 г.
На 4 април 2018 г. в първи мач от четвъртфиналите на Шампионската лига с испанския клуб Барселона, Манолас си вкарва автогол, а отборът му губи с резултат 1:4. Въпреки това, на 10 април, във втория мач отбелязва за 3:0 от ъглов удар. В резултат на това Рома, след две срещи (1:4, 3:0), успява да достигне до полуфинал в Шампионската лига за първи път от 34 години.

## Личен живот
Костас е племенник на бившия гръцки футболист и легенда на АЕК Атина Стелиос Манолас.

## Отличия

### Отборни
АЕК Атина
- Купа на Гърция: 2011

Олимпиакос
- Гръцка суперлига (3): 2012/13, 2013/14, 2021/22
- Купа на Гърция: 2013

Наполи
- Копа Италия: 2020

Шарджа
- Купа на президента на ОАЕ: 2023
- Купа на лигата на ОАЕ: 2023
- Суперкупа на ОАЕ: 2022

### Индивидуални
- Топ 50 футболисти на УЕФА: 2018[4]